# Бакиев, Батман
Батман Бакиев (1904, Мервский уезд, Туркестанский край — 31 августа 1969, Ашхабад) — советский хозяйственный, государственный и политический деятель.

## Биография
Родился в 1904 году в селе Гопур 1-й (ныне — в Марыйский этрап Туркмении). Член КПСС с 1928 года.
С 1925 года — на хозяйственной, общественной и политической работе. В 1925—1965 гг. — рабочий в Ашхабаде, рабочий фабрики «Пролетарка», рабочий текстильной фабрики в Твери, слесарь текстильной фабрики имени Дзержинского в Ашхабаде, заместитель председателя Туркменского респсовпрофа, председатель ЦК профсоюза партийных работников Туркменской ССР, директор партийной школы при Совнаркоме Туркменской ССР, первый секретарь Мургабского райкома КП Туркмении, заведующий сельхозотделом Марыйского обкома КП Туркмении, первый секретарь Марыйского райкома КП Туркмении, председатель Марыйского облисполкома, заместитель министра текстильной промышленности Туркменской ССР, первый заместитель председателя Ашхабадского облисполкома, председатель партийной комиссии Ашхабадского обкома КП Туркмении.
Избирался депутатом Верховного Совета Туркменской ССР 3-го созыва.
Умер в Ашхабаде в 1969 году.